# Zilog Z80000
Zilog Z80000 är en 32-bits processor från Zilog. Den är en förbättrad version av 16-bitarsprocessorn Z8000. Z80000 är utrustad med en sexstegs pipeline. Den är inte kompatibel med Zilog Z80.